# مقاطعة بورتينلي
مقاطعة بورتينلي (بالصومالية: Degmada Burtinle)‏ هي إحدى مقاطعات محافظة نوجال شمال شرق الصومال، عاصمتها بورتينلي.

## روابط خارجية
- مقاطعات الصومال
- الخريطة الإدارية لمقاطعة بورتينلي